# Zosterops semperi
Zosterops semperi — вид воробьиных птиц из семейства белоглазковых. Выделяют три подвида.

## Распространение
Обитают на Палау и в Микронезии.

## Описание
Длина тела 10 см. У представителей номинативного подвида лоб, корона и верхняя сторона тела от желтовато-оливкового до зеленовато-оливкового цвета. Самцы и самки похожи внешне.
Отличаются от схожих внешне представителей вида Zosterops rotensis главным образом отсутствием желтого цвета на лбу, более светлым желтым цветом нижней части тела, более тёмными надклювьем и ногами.

## Биология
Питаются мелкими насекомыми.

## Охранный статус
МСОП присвоил виду охранный статус LC.